# Этническая сепарация
Этническая сепарация — отделение определенной части народа от основной, что приводит к образованию самостоятельного этноса.
Причинами этнической сепарации являются: переселение части исходного этноса; государственно-политическое
отделение части народа, религиозное отделения группы этноса.
К процессам этнического разделения относятся этническая парциация (лат. partialis — частичный, от лат. pars — часть) и сепарация. По этнической парциации происходит разделение этноса на несколько
равных частей, причём ни один из нововозникших этносов не отождествляет себя со старым.
Если по этнической парциации исходный этнос фактически прекращает своё существование, то по сепарации —
продолжает.
На ранних этапах истории, этническая парциация проявлялась в разделении племён на территориально обособленные части, со временем парциацию обусловливало разграничение различных частей этноса
государственными границами. Так, в результате появления государственно-политических границ появились
различные арабские народы.
Иногда сепарацию обусловливали политическое обособление части определённого народа (например, валлонов от французов), религиозные расхождения (Харари (мусульман) от амхара (христиан)).
Анализируя этнические процессы, следует учитывать тенденцию к возрождению национальных движений, традиций, культуры.